# Drei und eine halbe Portion
Drei und eine halbe Portion ist eine deutsche Filmkomödie aus dem Jahre 1985 mit den beiden Olympioniken Jürgen Hingsen und Rolf Milser und dem Klamaukstar Karl Dall in den Hauptrollen sowie dem TV-Serienstar Patrick Bach als „halbe Portion“.

## Handlung
Die beiden Piloten Tscharlie und Hammer einer winzigen Billigfluglinie mit dem euphemistischen Namen „Bravo-Air“ sind de facto pleite: Seit Monaten ist die Firma dem kleinen Flughafen in Calvia die Lande- und Stellplatzgebühren schuldig geblieben. Vier hochriskante Notlandungen allein im letzten Monat lassen dem eher bedächtigen Chef der Flugsicherung Calcera endgültig den Geduldsfaden reißen. Bis die beiden Fast-Bruchpiloten ihre Schulden nicht abgestottert haben, wird ihr fliegender Blechhaufen festgesetzt.
Da erscheint Tscharlie, Hammer und dem Bordmechaniker eines Tages die Lösung all ihrer Probleme: Der hitzköpfige Sizilianer Fabo beauftragt die beiden fliegenden Kraftkerle, für viel Geld einen Sarg von Mallorca zu überführen. Die drei Männer ahnen nicht, dass etwas sehr viel Heikleres im Holzkasten liegt, als eine Leiche. Bald geraten die ahnungslosen Flieger in einen handfesten Gangsterkrieg, der von Mafia-Boss und Rauschgifthändler Art Melone angefacht wird. Sein Gegenspieler heißt Leo Leone, und der ist ganz scharf auf den Sarginhalt, eine kostbare Haschischfuhre …

## Produktionsnotizen
Drei und eine halbe Portion entstand 1984 auf Mallorca und wurde am 1. Februar 1985 uraufgeführt. Am 28. Mai 1988 fand die deutsche Erstausstrahlung auf RTL plus statt.
Erich Tomek, der unter dem Pseudonym Florian Burg auch das Drehbuch verfasste, übernahm die Produktionsleitung. Die Kostüme entwarf Rolf Albrecht, Klaus Haase die Ausstattung.

## Wissenswertes
Die Sportler Jürgen Hingsen (Zehnkämpfer) und Rolf Milser (Gewichtheber) hatten mit ihren Leistungen während der Olympischen Spiele 1984 in Los Angeles für einiges Aufsehen gesorgt und schienen dem Produzenten Karl Spiehs populär genug, um mit ihnen in den Hauptrollen einen Film zu drehen, der im besten Fall zahlreiche Sportfans in die Kinos locken würde. Co-Star Patrick Bach war wenige Jahre zuvor mit zwei Weihnachtsserien des ZDF (Silas und Jack Holborn) bekannt geworden.

## Rezeption
Der Spiegel erinnerte daran, dass der Film „zum bundesweit belächelten Flop“ wurde.
Das Lexikon des internationalen Films sah in dem Streifen eine „schlechte Werbung für die Hauptdarsteller: grober Klamauk, Peinlichkeiten, Schlägereien und Fleischbeschau wechseln einander ab.“